# Niambia politus
Niambia politus is een pissebed uit de familie Platyarthridae. De wetenschappelijke naam van de soort is voor het eerst geldig gepubliceerd in 1924 door Omer-Cooper.